# Admiralty Island

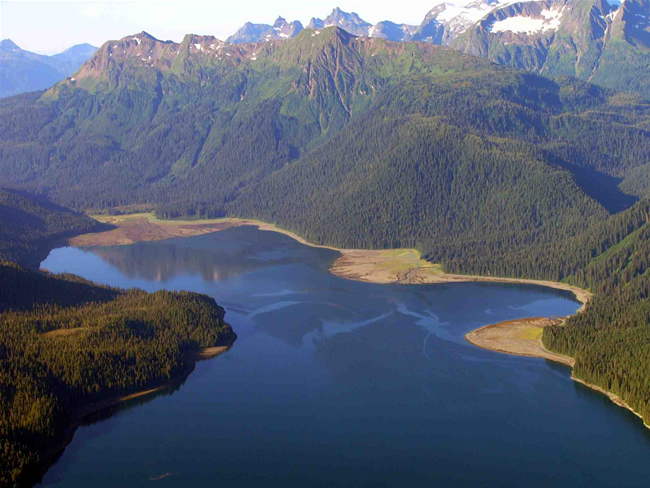
Windfall Harbor, en naturlig hamn på Admiralty Island.

Admiralty Island är en ö i Alexanderarkipelagen, vid Nordamerikas västkust utanför Alaskas sydöstkust. Ön omges av trånga sund, som i norr och öster skiljer den från fastlandet, i söder från ön Kuprianov och i väster från öarna Sitka och Chichagof Island. Ön är 4 264 km² stor, 180 km lång, fylld av tätt skogbevuxna berg och rik på strömmar. Ön har tlingiterna som urinnevånare och har aldrig befolkats av kolonister.